# L’Occitane en Provence
L’Occitane en Provence ist eine internationale Kette, die Kosmetikprodukte vertreibt.

## Geschichte
Die Firma L’Occitane en Provence wurde 1976 von Olivier Baussan gegründet. Die erste Boutique eröffnete 1978 in Volx, einer kleinen Stadt in der Provence.

## Produkte und Vertriebsnetz
Die Produkte zeichnen sich laut Angaben des Herstellers durch eine traditionelle ökologisch nachhaltige Produktionsweise aus. Es gibt ein Vertriebsnetz mit 1.500 Filialen in über 85 Ländern. In Deutschland gibt es Boutiquen in 30 Städten und über 400 Einzelhändler vor Ort.